# قضاء عانة
قضاء عانة هو قضاء في محافظة الأنبار غرب العراق، مساحته 5701.5 كيلومتر مربع، ولمدينة عانة تاريخ عريق جدا وفيها قلعة تاريخية يعود تاريخها إلى العصر العباسي، وتقع مدينة عانة على ضفاف نهر الفرات وتشتهر بكونها أرض خصبة للزراعة وقام أهلها بامتهان هذة المهنة، وتشتهر بجمال طبيعتها الخلابة حيث تمتزج خضرة المزارع الكثيفة الجميلة بزرقة ماء الفرات الذي يكون عميقا وواسعا وسخيا في منطقة مرورهِ بالمدينة لذلك أمتهن سكان مدينة عانة مهنة الصيد أيضا، وتقع عدة جزيرات صغيرة تعود لقضاء عانة في وسط الفرات وهي جنات خضراء من الاشجار والمزروعات.

## التاريخ
وفي حقبة الثمانينات أكتمل بناء سد حديثة على نهر الفرات وكانت مدينة عانة من ضمن المناطق التي تقع ضمن حوض بحيرة الخزان الذي سيكونه هذا السد، لذلك أضطر سكان مدينة عانة إلى ترك منازلهم ومدينتهم التي سيغرقها السد وتوجهو إلى مدينة أخرى كانت قد اقامتها لهم الدولة آنذاك تعويضا لهم عن فقدانهم لمنازلهم التي أغرقت في مياه مشروع السد، وبذلك أصبحت المدينة التي غرقت تسمى بعانة القديمة، والمدينة البديلة صارت تعرف باسم عانة الجديدة.
رغم أن المدينة الجديدة التي أقيمت تعويضا لسكان مدينة عانة تعتبر من المدن النموذجية الحديثة من حيث التصميم وطراز البناء ونوع البناء وحجمهِ حيث عهد باقامتها إلى إحدى الشركات الفرنسية الكبرى والتي نفذته على أكمل وجه. إلا أن ذلك لم يعوض سكان المدينة عن الألم النفسي الحاصل بسبب فقدانهم لمدينتهم التي عشقوا مائها وبساتينها وجزيراتها وشوارعها التي كانت تمتد وسط الخضرة والجبال، حتى ان أحد سكان عانة قال: لو اعطونا ذهباً وبنوا لنا مساكن من الماس فلن يعوضوا لنا مدينتنا.

## التركيبة السكانية
يشتهر سكان مدينة عانة بالذكاء وطيبة القلب المفرطة، وتمسك أبناء تلك المدينة بالدين حيث يهرع الجميع إلى المساجد فور سماع الآذان تاركين أعمالهم ومحلاتهم التجارية مفتوحة لأداء الصلاة، وتمتلئ المساجد بالمصلين وقت الصلاة حتى إن بعضهم يصلي في الباحات الخارجية للمساجد لعدم وجود متسع في حرم المسجد، ويقدر تعداد سكان القضاء بالكامل بحوالي 30 الف نسمة بحسب احصاء (تموز عام 2013).
أغلب السكان في تلك المدينة محبين للعلم وتخرجت من تلك المدينة عقول كبيرة من العلماء والأدباء في مختلف المجالات الطبية والهندسية والقانون وأساتذة الأدب والشعراء والفنون، ومنهم الطبيب عزت مصطفى وزير الصحة السابق الذي قدم خدمات كثيرة للمدينة والسياسي والمحامي رسمي العامل، والرحالة العراقي الأديب توفيق الفراتي، والملا قاسم أفندي مفتي عانة في عهد الدولة العثمانية، وحفيده الطبيب المعروف قاسم توفيق المفتي

## المدن والتعداد السكاني
في القضاء اربع نواحي يقدر تعدادها السكاني بحوالي 29 الف نسمة بحسب احصاء عام 2013:-
- عانة (13 الف نسمة)
- الريحانية (10 الف نسمة)
- حصا (6.000 نسمة)
- الصكرة (5.000 نسمة)

## قائمو مقامات قضاء عانة
| عماد الدليمي | 2017    | محافظة الأنبار | حكومة حيدر العبادي |
| حقي أفندي    | 1292 هـ | ولاية بغداد    | العراق العثماني    |